# 克麗斯汀
克麗斯汀（英語：Christine）是史蒂芬·金於1983年推出的恐怖小說，罕有地在小說出版前已經售出了電影的製造權，由經典美國恐怖電影《月光光心慌慌》導演約翰·卡本特改編為《克麗絲汀魅力》。

## 故事簡介
阿尼是典型被同學欺負的學生，為人缺乏自信，沒有朋友。丹尼則是學校的風雲人物，受同學歡迎。不過兩人卻是由小到大的好朋友，阿尼被人欺負時，丹尼都會出手相救。一天，兩人在街上遇到一間殘舊的汽車，丹尼認為是一舊廢鐵，阿尼卻為此著迷，並千方百計買了「她」。買了她後，阿尼每天都埋首於整修她，令她能再次上路。她終於被修好，每個人都嘖嘖稱奇，但阿尼的性格變得越來越怪，更怪異的是曾經欺負阿尼的人都死於非命。丹尼最後查出是前任主人的靈魂依附在汽車上，丹尼因此決定毀滅她。